# Lingua singalese
La lingua singalese o sinhala, talvolta cingalese (nome nativo සිංහල, Siṁhala, ISO 15919 [ˈsiŋhələ]), è la lingua parlata dai singalesi, il gruppo etnico predominante in Sri Lanka (ex Ceylon), e una delle lingue ufficiali di tale Stato; è una lingua appartenente al ceppo indoariano del gruppo indoeuropeo, strettamente imparentata con il maldiviano, la lingua ufficiale nelle Maldive.
Al 2022 è parlata da 17,5 milioni di parlanti totali.

## Distribuzione geografica
Secondo l'edizione 2009 di Ethnologue, il singalese era parlato nel 2007 da 15,5 milioni di persone in Sri Lanka. Tramite l'emigrazione la lingua risulta attestata in vari Paesi stranieri, tra cui Canada, Emirati Arabi Uniti, Libia, Maldive, Singapore, Thailandia e Stati Uniti d'America. Al 2019, è parlato da 15,3 milioni di parlanti madrelingua (L1). Gran parte dei parlanti sono dunque madrelingua.

### Lingua ufficiale
Il singalese è lingua ufficiale dello Sri Lanka.

## Influenza di altre lingue
Il vocabolario del singalese deriva fondamentalmente dal pali, ma è stato fortemente influenzato dal tamil (parlato ancora oggi nel nord e nella costa orientale dello Sri Lanka) e dal sanscrito (che è stato utilizzato per coniare i termini scientifici e medici, così come il greco e il latino per le lingue indeuropee romanze e germaniche). Comunque, a seguito di contatti con altri popoli, la lingua è stata influenzata dal portoghese, dall'olandese, dall'inglese e, in minor parte, dal malese.

## Diglossia
Così come per altre lingue dell'Asia, anche in singalese è presente un'accentuata diglossia. La lingua letteraria e quella parlata si differenziano sotto diversi aspetti, sia per il vocabolario di termini usati sia per la grammatica (ad esempio, la coniugazione verbale) e la sintassi.
Diverse parole inglesi sono entrate nell'uso comune nella lingua parlata, accanto (o, talvolta, in sostituzione) dei termini singalesi. Ad esempio, non è insolito sentire [maɡe ʋaif] ("mia moglie", inglese wife) al posto di [maɡe biriⁿdə], o [miːtimə] ("riunione", ingl. meeting).
Esempi di parole o verbi nelle rispettive forme letterarie e parlate (si noti che però nella lingua parlata, benché la parola indicata sia più frequente e d'uso comune, non è escluso l'uso del termine letterario in contesti formali):
| Italiano   | Singalese letterario                 | Singalese parlato                                      |
| ---------- | ------------------------------------ | ------------------------------------------------------ |
| città      | nagaraya [naɡərəjə]                  | nagaraya [naɡəreː], ṭawuma [ʈaumə] (dall'inglese town) |
| riunione   | ræswīma [ræsʋiːmə]                   | mīṭima [miːʈimə] (dall'ingl. meeting)                  |
| telefono   | durakathanaya [durəkatənəjə]         | fon eka [fonːekə] (dall'ingl. phone)                   |
| gustoso    | rasa [rasə]                          | raha [rahə]                                            |
| essere     | siṭinawā [siʈinəʋa]                  | hiṭinawā [hiʈinəʋa]                                    |
| scendere   | basinawā [basinəʋa]                  | bahinawā [bahinəʋa]                                    |
| aiutare    | upakāra karanawā [upəkaːrə kərənəʋa] | udau karanawā [udau kərənəʋa]                          |
| non potere | bæhæ [bæhæ]                          | bææ [bæː]                                              |
| non        | næhæ [næhæ]                          | nææ [næː]                                              |
| con        | samanga [samaⁿɣa]                    | ekka [ekkə]                                            |

## Alfabeto singalese
L'alfabeto singalese si è evoluto da quello brahmi, introdotto nell'isola nel VI secolo a.C.; attualmente prevede 56 caratteri, con ulteriori quattro aggiunti di recente per tradurre suoni stranieri come la f. Nella lingua singalese, si distinguono dodici vocali, sei brevi e sei lunghe.
I codici unicode vanno da U+0D80 a U+0DFF.
|     |  | 0 | 1 | 2 | 3 | 4 | 5 | 6 | 7 | 8 | 9 | A | B | C | D | E | F |
| D80 |  | ඀ | ඁ  | ං  | ඃ  | ඄ | අ | ආ | ඇ | ඈ | ඉ | ඊ | උ | ඌ | ඍ | ඎ | ඏ |
| D90 |  | ඐ | එ | ඒ | ඓ | ඔ | ඕ | ඖ | ඗ | ඘ | ඙ | ක | ඛ | ග | ඝ | ඞ | ඟ |
| DA0 |  | ච | ඡ | ජ | ඣ | ඤ | ඥ | ඦ | ට | ඨ | ඩ | ඪ | ණ | ඬ | ත | ථ | ද |
| DB0 |  | ධ | න | ඲ | ඳ | ප | ඵ | බ | භ | ම | ඹ | ය | ර | ඼ | ල | ඾ | ඿ |
| DC0 |  | ව | ශ | ෂ | ස | හ | ළ | ෆ | ෇ | ෈ | ෉ | ්  | ෋ | ෌ | ෍ | ෎ | ා  |
| DD0 |  | ැ  | ෑ  | ි  | ී  | ු  | ෕ | ූ  | ෗ | ෘ  | ෙ  | ේ  | ෛ  | ො  | ෝ  | ෞ  | ෟ  |
| DE0 |  | ෠ | ෡ | ෢ | ෣ | ෤ | ෥ | ෦ | ෧ | ෨ | ෩ | ෪ | ෫ | ෬ | ෭ | ෮ | ෯ |
| DF0 |  | ෰ | ෱ | ෲ  | ෳ  | ෴ | ෵ | ෶ | ෷ | ෸ | ෹ | ෺ | ෻ | ෼ | ෽ | ෾ | ෿ |

## Caratteristiche del singalese parlato
La lingua singalese parlata ha le seguenti caratteristiche:
- L'ordine nella frase è di tipo Soggetto Oggetto Verbo (SOV). Esempio: "io leggo il libro" si traduce [mamə pot liənəʋa], letteralmente "io libro leggo".
- Non ci sono proposizioni subordinate relative, come in italiano; sostituite dal participio e gli aggettivi verbali. Ad esempio, "l'uomo che mangia il riso" si traduce [bat kanə miniha], letteralmente "riso mangiante uomo".
- È una lingua di tipo testa a destra, cioè solitamente gli elementi sono messi prima della parola che determinano. Esempi: "la casa di Sunil" [sunilɡe ɡedərə], letteralmente "di-Sunil casa"; "una ragazza bella" [lassənə taruniək], letteralmente "bella una-ragazza".
- Un'eccezione al punto precedente sono le frasi che implicano una quantità, che solitamente seguono la parola che definiscono. Ad esempio: "i tre libri" si traduce [pot tunə], letteralmente "libri tre".
- Non ci sono preposizioni, ma solo posposizioni. Esempi: "con Sunil" si traduce [sunil ekkə], letteralmente "Sunil con"; "sotto il tavolo" si traduce [meseː jaʈə], letteralmente "tavolo sotto".
- Il singalese ha un sistema deittico spaziale con quattro temi (cosa abbastanza rara, a differenza dell'italiano, in cui è a tre): i temi dimostrativi sono [meː] "qui, vicino a colui che parla", [oː] "là, vicino a colui che ascolta", [arə] "là, vicino a una terza persona, visibile" and [eː] "là, vicino a una terza persona, non visibile".
- La presenza di consonanti pre-nasalizzate, nelle quali una breve nasalizzazione è aggiunta prima della consonante (es.: [ⁿd], [ᵐb], ecc.); la sillaba però resta monomoraica.

## Fonetica
L'inventario fonemico del singalese parlato consiste di 26 consonanti e 14 vocali, 7 brevi e 7 lunghe.

### Vocali
|             | Anteriore     | Centrale      | Posteriore    |
| ----------- | ------------- | ------------- | ------------- |
| Acuta       | ඉ [i], ඊ [iː] |               | උ [u], ඌ [uː] |
| Medio-acuta | එ [e], ඒ [eː] | අ [ə]         | ඔ [o], ඕ [oː] |
| Medio-grave | ඇ [æ], ඈ [æː] |               |               |
| Grave       |               | අ [a], ආ [aː] |               |

Le vocali hanno tutte anche la rispettiva forma lunga. In singalese, come per le altre lingue indiane che hanno conservato questa caratteristica, è importante distinguere fra le vocali brevi e quelle lunghe, perché influisce sul significato della parola (confronta con l'ingl. live "vivere" e leave "partire"):
| Singalese | Italiano  | Singalese | Italiano      |
| --------- | --------- | --------- | ------------- |
| [ekə]     | "uno"     | [eːkə]    | "quello"      |
| [urə]     | "borse"   | [uːra]    | "maiale"      |
| [barə]    | "pesante" | [baːrə]   | "voti"        |
| [pirimi]  | "maschio" | [piriːmə] | "riempimento" |

Si noti quanto segue:
- la vocale [ə] è simile allo scevà; le sillabe in [-a] non accentate e non iniziali sono sempre vocalizzate in [ə]. Esempio, "città" /nagaraya/ [naɡərəjə]. Unica eccezione di sillaba iniziale pronunciata con la vocale [ə] è il verbo "fare" /karanavā/ [kərənəʋa])
- la vocale [æ] e la corrispettiva forma lunga [æː] sono pronunciate come una e molto aperta.

### Consonanti
Nota bene: le consonanti fra parentesi tonde non si distinguono più nella lingua parlata.
|                  | Labiale | Bilabiale | Dentale      | Retroflessa | Palatale | Velare | Glottale |
| ---------------- | ------- | --------- | ------------ | ----------- | -------- | ------ | -------- |
| Occlusive sorde  | ප /p/   |           | ත /t/        | ට /ʈ/       | ච /c/    | ක /k/  |          |
| Occlusive sonore | බ /b/   |           | ද /d/        | ඩ /ɖ/       | ජ /ɟ/    | ග /g/  |          |
| Prenasalizzate   | ඹ /ᵐb/  |           | ඳ /ⁿd/       | ඬ /ⁿɖ/      |          | ඟ /ᵑg/ |          |
| Nasali           | ම /m/   |           | න /n/        | (ණ /ɳ/)     | ඤ /ɲ/    | ං /ŋ/   |          |
| Fricative sorde  |         | ෆ /f/     | ස /s/        | (ෂ /ʂ/)     | ශ /ʃ/    |        | හ /h/    |
| Approssimanti    |         | ව /ʋ/     |              |             | ය /j/    |        |          |
| Liquide          |         |           | ර /r/, ල /l/ | (ළ /ɭ/)     |          |        |          |

Nota bene:
- le aspirate (o fricative) della lingua scritta sono state assorbite dalle rispettive occlusive. Ad esempio, la ඵ /pʰ/ della lingua scritta è pronunciata ප /p/; la consonante භ /bʰ/ è pronunciata come la බ /b/, e così via;
- la nasale retroflessa ණ /ɳ/ è pronunciata come la nasale dentale න /n/;
- la consonante ෂ /ʂ/ è confluita, nella pronuncia, nella ශ /ʃ/ (in alcune zone dello Sri Lanka questo fonema è pronunciato come la dentale ස /s/);
- la liquida retroflessa ළ /ɭ/ viene pronunciata come la liquida ල /l/.

### Caratteristiche fonetiche
La lingua singalese ha alcune caratteristiche fonetiche tipiche delle lingue indiane, sia indeuropee sia dravidiche, e assenti in italiano:
- la presenza di consonanti retroflesse (/ʈ/, /ɖ/);
- la differenza fra le vocali brevi e lunghe;
- il suono /æ/, assente in altre lingue indiane e nel sanscrito;
- la presenza di quattro consonanti prenasalizzate.

Oltre a molte parole tamil assorbite nel corso dei secoli, oggi il singalese (scritto e parlato) ha alcune caratteristiche che potrebbero derivare dall'influenza delle lingue dravidiche:
- la distinzione fra la e, o brevi e fra la ē, ō lunghe
- la perdita dell'aspirazione

## Grammatica

### Nomi
Il singalese ha una struttura simile alle diverse lingue indiane. Mentre la differenza fra i generi è minima (limitata in pratica solo alle forme femminili di nomi maschili, es. "gallo"  [kukula], "gallina" [kikiliː]), il singalese distingue fra i nomi animati (cioè, che si riferiscono a uomini o animali) e quelli inanimati (che si riferiscono a cose).

#### Casi nominali
La lingua ha sei casi nominali (i casi genitivo-possessivo e genitivo-locativo in realtà sono due forme dello stesso caso nominale):
- 1) nominativo, cioè la forma base (es. "amico" [yaːlua]; "città" [naɡəreː]);
- 2.a) genitivo-possessivo, solo per i nomi animati, che indica il possesso (es. "dell'amico", [yaːluaɡe]),
- 2.b) genitivo-locativo, solo per i nomi inanimati, che indica il complemento di specificazione o lo stato in luogo (locativo) (es. "della/in città" [naɡərəje]);
- 3) dativo, che indica il complemento di termine e di moto a luogo ("all'amico", [yaːluaʈə]; "alla città" [naɡəreːʈə]);
- 4) accusativo, usato solo per i nomi animati, che indica il complemento oggetto ("amico (ogg.)", [yaːluaʋə]);
- 5) strumentale, che indica il complemento di agente o di mezzo ("dal/con l'amico" [yaːluaɡen]; "dalla città" [naɡərəjen]);
- 6) vocativo, solo per i nomi animati.

I nomi animati hanno le seguenti caratteristiche:
- si riferiscono sempre a persone o animali;
- solitamente, se nomi comuni terminano in [-a] se maschili, e in [-i]/[-iː] se femminili;
- se nomi propri di persona, se maschili terminano solitamente per consonante o con il suffisso [-ə], se femminili solitamente in [-iː];
- formano il genitivo-possessivo in [-ɡe], e hanno il suffisso dell'accusativo.

I nomi inanimati, invece:
- si riferiscono sempre a oggetti o cose;
- se derivati dal sanscrito o dal pali, solitamente terminano in [-əjə] o [-eː], oppure in [-aʋə];
- non hanno mai il suffisso dell'accusativo né il suffisso genitivo-possessivo [-ɡe].

#### Declinazione

##### Declinazione singolare
| Caso        | Nomi animati     | Suffisso   | Esempio           | Nomi inanimati       | Suffisso  | Esempio                             |
| ----------- | ---------------- | ---------- | ----------------- | -------------------- | --------- | ----------------------------------- |
| Nominativo  | "(l')amico"      | ==         | යාලුවා [yaːlua]      | "(la) città"         | ==        | නගරය [naɡəreː] (letter. [naɡərəjə]) |
| Gen.-Poss.  | "dell'amico"     | -ෙග් [-ɡe]   | යාලුවාෙග් [yaːluaɡe]   | ===                  |           |                                     |
| Gen.-Loc.   | ===              |            |                   | "della/in città"     | -ෙ.් [-eː]  | නගරෙය් [naɡərəjeː]                    |
| Dativo      | "all'amico"      | -ට [-ʈə]   | යාලුවාට [yaːluaʈə]   | "alla città"         | -ට [-ʈə]  | නගරයට [naɡəreːʈə]                   |
| Accusativo  | "l'amico (ogg.)" | -ව [-ʋə]   | යාලුවාව [yaːluaʋə]   | ===                  |           |                                     |
| Strumentale | "dall'amico"     | -ෙගන් [-ɡen] | යාලුවාෙගන් [yaːluaɡen] | "dalla/con la città" | -ෙ.න් [-en] | නගරෙයන් [naɡərəjen]                   |

##### Declinazione plurale
| Caso        | Nomi animati       | Suffisso     | Esempio             | Nomi inanimati       | Suffisso       | Esempio               |
| ----------- | ------------------ | ------------ | ------------------- | -------------------- | -------------- | --------------------- |
| Nominativo  | "(gli) amici"      | ==           | යාලුෙවා් [yaːluoː]       | "(le) città"         | ==             | නගර [naɡərə]          |
| Gen.-Poss.  | "degli amici"      | -න්ෙග් [-nɡe]   | යාලුවාන්ෙග් [yaːluanɡe]   | ===                  |                |                       |
| Gen.-Loc.   | ===                |              |                     | "delle/nelle città"  | -වල [-ʋalə]    | නගරවල [naɡərəʋalə]    |
| Dativo      | "agli amici"       | -න්ට [-nʈə]   | යාලුවාන්ට [yaːluanʈə]   | "alle città"         | -වලට [-ʋaləʈə] | නගරවලට [naɡərəʋaləʈə] |
| Accusativo  | "gli amici (ogg.)" | -න්ව [-nʋə]   | යාලුවාන්ව [yaːluanʋə]   | ===                  |                |                       |
| Strumentale | "dagli amici"      | -න්ෙගන් [-nɡen] | යාලුවාන්ෙගන් [yaːluanɡen] | "dalle/con le città" | -වලින් [-ʋalin]  | නගරවලින් [naɡərəʋalin]  |

Si noti l'alternanza, nel plurale, di un tema per il caso diretto (nominativo) e un tema per i casi indiretti (od obliqui), ai quali si uniscono i suffissi dei casi nominali.

#### Caso obliquo
Nel caso dei nomi animati, il tema del caso indiretto (obliquo) si forma sempre con una -න්- [-n-] infissa, mentre per i nomi inanimati si ha -වල- [-ʋalə-]. Nel prospetto della declinazione plurale, gli infissi del caso indiretto sono indicati uniti ai suffissi dei casi nominali per motivi di semplificazione.

#### Plurale
La formazione del plurale dei nomi è piuttosto complessa, a grandi linee si può riassumere quanto segue:
Nomi animati:
- i nomi animati in /-a/ hanno il plurale regolare in /-oː/ ("amico" /yaːlua/, plur. /yaːluoː/);
- quelli femminili in /-iː/ hanno il plurale regolare in /-ijoː/ ("gallina" /kikiliː/, plur. /kikilijoː/);
- i nomi che si riferiscono a rapporti di parentela familiare, così come alcuni titoli, hanno una forma plurale speciale in /-la/ ("mamma" /amma/, plur. /ammala/)

Nomi inanimati:
- i nomi in /-əjə/ o /-eː/ hanno il plurale in /-ə/ ("città" /naɡəreː/, plur. /naɡərə/);
- i nomi in /-aʋə/ perdono il suffisso al plurale ("sala" /ʃalaʋə/, plur. /ʃala/);
- alcuni nomi con doppia consonante e /-ə/ finale trasformano la doppia in consonante semplice seguita da /-u/ ("campo, orto" /ʋattə/, plur. /ʋatu/) o da /-i/ ("creatura" /mæʋillə/, plur. /mæʋili/);
- altri nomi perdono la vocale finale, e hanno il plurale in consonante ("nome" /namə/, plur. /nam/).

##### Vocativo
Solo in relazione ai nomi animati, resta nel singalese parlato una traccia del vocativo, usato quando ci si rivolge a qualcuno direttamente.

###### Nomi che indicano parentela
Quando si tratta di nomi che indicano parentela, il vocativo singolare si forma con il suffisso /-e/ opp. /-eː/, mentre la forma del plurale è usata come vocativo:
- "papà" /taːtta/, vocat. sing. /taːtte/, vocat. plur. /taːttala/
- "mamma" /amma/, vocat. sing. /amme/, vocat. plur. /ammala/
- "figlio" /puta/, vocat. sing. /puteː/, vocat. plur. /putala/

###### Altri nomi animati
I nomi maschili formano il vocativo singolare aggiungendo /-o/ opp. /-oː/:
- "ragazzo" /kolla/, vocat. sing. /kollo/
- "tigre" /koʈia/, vocat. sing. /koʈio/

I nomi femminili, invece, hanno il suffisso /-e/:
- "ragazza" /kellə/, vocat. sing. /kelle/
- "donna" /striə/, vocat. sing. /strie/

Il vocat. plurale si forma aggiungendo una -eː al tema del caso indiretto (obliquo) del plurale, che termina sempre in /-n/:
- "ragazzi" /kollo/ (tema caso indir. /kollən-/), vocat. plur. /kolləneː/
- "donne" /striə/ (tema caso indir. /striən-/), vocat. plur. /striəneː/

#### Indeterminazione
In singalese, un nome nella forma base lo si può tradurre come se fosse determinato: /yaːlua/ significa sia "amico" sia "l'amico".
L'equivalente dell'articolo indeterminativo è il suffisso /-k/, traducibile con l'italiano "uno/una".
Se unito a nomi animati, la /-a/ finale si muta in /-e-/; esempio, "amico" /yaːlua/, "un amico" /yaːluek/. Il suffisso dei casi nominali è unito dopo l'articolo, e perciò si avrà:
- nominativo: "un amico" /yaːluek/
- genitivo: "di un amico" /yaːluekuɡe/
- dativo: "a un amico" /yaːluekuʈə/
- accusativo: "un amico (ogg.) /yaːluekʋə/
- strumentale: "da un amico" /yaːluekuɡen/

Con i nomi inanimati, il suffisso è unito al nome, e si declina nella maniera seguente (es. con "libro" /potə/):
- nominativo: "un libro" /potak/
- genitivo: "di/in un libro" /potakə/
- dativo: "a un libro" /potakəʈə/
- strumentale: "da/con un libro" /potakin/

I nomi in /-eː/ hanno un'alternanza con il suffisso /-əjə/, che ha origine nella lingua letteraria (es. con "città" /naɡəreː/, letterario /naɡərəjə/):
- nominativo: "una città" /naɡərəjək/
- genitivo: "di/in una città" /naɡəreːkə/
- dativo: "a una città" /naɡəreːkəʈə/
- strumentale: "da/con una città" /naɡəreːkin/

### Aggettivi
In singalese parlato, gli aggettivi sono indeclinabili e precedono sempre il nome che qualificano. Esempi:
- ලස්සන මිනිහා [lasːənə miniha] ("uomo bello" o "bell'uomo")
- ලස්සන මිනිස්සු [lasːənə minisːu] ("uomini belli")
- ලස්සන දුව [lasːənə duʋə] ("figlia bella" o "bella figlia")
- ලස්සන දුවලා [lasːənə duʋəla] ("figlie belle")

Il superlativo assoluto si può formare con la costruzione ඉතා [ita] + aggettivo, oppure con il suffisso enfatico -ම [-mə]:
- ලස්සන මිනිහා [lasːənə miniha] ("uomo bello")
- ඉතා ලස්සන මිනිහා [ita lasːənə miniha] ("l'uomo più bello", "uomo bellissimo")
- ලස්සනම මිනිහා [lasːənəmə miniha] ("l'uomo più bello", "uomo bellissimo")

### Frase nominale
Mentre nella lingua italiana (e in altre lingue indeuropee) la frase nominale si forma utilizzando il verbo essere con funzione di copula (vedi predicato nominale), in singalese parlato non viene usato il verbo essere in tale maniera. Invece, la frase nominale è formata secondo la costruzione del seguente prospetto (costruzione enfatica):
| soggetto | + | predicato nominale | + | suffisso /-i/ |

Esempi:
- "l'uomo è bello" /miniha lassənai/
- "le ragazze sono belle" /tarunioː lassənai/
- "la città è grande" /naɡəreː lokui/
- "gli orti sono grandi" /ʋatu lokui/

Questa costruzione si chiama enfatica perché l'enfasi nella frase è posta sul predicato che assume il suffisso /-i/. Si noti la differente sfumatura di significato:
- "l'uomo è bello" /miniha lassənai/ (l'enfasi è posta sul fatto che l'uomo è bello)
- "bello è l'uomo" /lassənə minihai/ (l'enfasi è posta sul fatto che è l'uomo a essere bello)

### Pronome
Si distinguono i pronomi personali, i pronomi dimostrativi e i pronomi interrogativi.

### Verbo
La coniugazione del verbo in singalese parlato è abbastanza semplice, perché (a differenza della lingua letteraria) esiste una sola forma per tutte le persone (senza distinguere fra generi e numeri singolare e plurale). Questo fenomeno è simile a quello del verbo inglese.

#### Frase verbale
In singalese, la frase è di tipo SOV (Soggetto-Oggetto-Verbo), e quindi la frase verbale si forma secondo l'ordine seguente:
| soggetto | + | oggetto / complemento | + | predicato verbale |

Esempi:
- "io leggo il libro" /mamə potà kiavanəʋa/ (letteralmente "io libro leggo")
- "voi leggete il libro" /obəla potà kiavanəʋa/ (letteralmente "voi libro leggete")
- "lui va al mare" /eja muhudəʈə janəʋa/ (letteralmente "lui a-mare va")
- "loro vanno in città" /eːɡollo naɡəreːʈə janəʋə/ (letteralmente "loro alla-città vanno")

#### Forme finite e indefinite
Si distingue tra forme finite (che hanno un soggetto e possono essere usati come predicati verbali) e forme indefinite (che non hanno soggetto, e sono usati come nomi o aggettivi verbali):

##### Forme finite
- presente (usato per le azioni che avvengono al presente o al futuro);
- passato (equivalente al passato remoto in italiano);
- futuro modale (usato solo per la prima persona singolare);
- ottativo/esortativo (utilizzato per esprimere un'esortazione o un desiderio);
- condizionale (esprime una possibilità);
- imperativo (usato per esprimere un comando).

Altre costruzioni finite sono:
- presente progressivo (usato per un'azione in corso di svolgimento nel presente);
- passato progressivo (usato per un'azione che era in corso di svolgimento nel passato);
- futuro progressivo (usato per un'azione che sarà in corso di svolgimento nel futuro);
- passato prossimo (usato per azioni passate che vengono riportate o citate, e formato con il participio passato).

##### Forme indefinite
- infinito;
- participio presente e passato (da cui si forma il passato prossimo);
- aggettivo verbale, presente e passato;
- gerundio presente e passato;
- nome verbale.

#### Temi del presente e del passato
Il singalese distingue il tema del presente da quello del passato per mezzo dell'apofonia (o ablaut), tipica delle lingue indeuropee. Con l'eccezione di alcuni verbi irregolari, la formazione del passato è abbastanza prevedibile sulla base di alcune regole.
Il tema del presente si ricava levando alla forma base (registrata sul dizionario) il suffisso /-naʋa/. Ad esempio, "leggere" /liənəʋa/, tema del presente /liə-/; "guardare" /balənəʋa/, tema del presente /balə-/.
Esempi:
- "fare" pres. /kərənəʋa/, pass. /keruʋa/ (irregolare)
- "andare" pres. /janəʋa/, pass. /ɡija/ (irregolare)
- "guardare" pres. /balənəʋa/, pass. /bæluʋa/
- "abbaiare" pres. /burənəʋa/, pass. /biːruʋa/
- "aprire" pres. /arinəʋa/, pass. /ærija/
- "ottenere" pres. /læbenəʋa/, pass. /læbuna/

#### Presente
La forma presente, in singalese parlato, è usata per un'azione che avviene nel presente o nel futuro. È la forma che viene registrata nel dizionario.
La caratteristica della forma presente è il suffisso /-naʋa/. Levando questo suffisso, si ha il tema del presente (ad esempio, "leggere" /liənəʋa/, tema del presente /liə-/).
Esempi:
- "io leggo il libro" /mamə potà kiavanəʋa/
- "Sunil legge il libro" /sunil potà kiavanəʋa/
- "i bambini vanno al mare" /laməj(i)ː muhudəʈə janəʋa/
- "noi pensiamo" /api hitənəʋa/

##### Presente della prima persona plurale
Per la prima persona plurale (noi) in singalese parlato si conserva una forma della lingua scritta, che si ha unendo al tema del presente il suffisso /-mu/. Questa forma personale viene usata solo se la persona con cui si parla è inclusa nell'azione espressa dal verbo. Ad esempio:
- "noi (escluso te) andiamo al mare" /api muhudəʈə janəʋa/ (esclusivo)
- "noi (incluso te) andiamo al mare" /api muhudəʈə jamu/ (inclusivo)

#### Passato
La forma passata equivale al passato remoto italiano. Si forma mediante apofonia o ablaut dal tema del presente.
La caratteristica del passato è di terminare sempre in /-ʋa/, o /-ja/ per alcuni verbi. Levando questo suffisso, si ha il tema del passato (ad esempio, "leggere" pass. /liuʋa/, tema del passato /liu-/).
Esempi:
- "io lessi/ho letto il libro" /mamə potà kieuʋa/
- "Sunil lesse il libro" /sunil potà kieuʋa/
- "i bambini andarono al mare" /laməjː muhudəʈə ɡija/
- "noi pensammo/abbiamo pensato" /api hituʋa/

#### Futuro modale
È una forma usata solo per la prima persona singolare, per esprimere un'azione futura che si intende fare, che implica una risposta del tipo "va bene, ok".
Si forma unendo al tema del presente il suffisso /-nnam/.
Esempi:
- "domani vieni? verrò (=sì, certo, domani vengo)" /heʈə enəʋadə? ennam/
- "vai a scuola? vado (=ok, ci vado)" /pasələʈə janəʋadə? jannam/

#### Ottativo/esortativo
Si usa per esprimere un'esortazione ("possa Dio benedirti!") o un desiderio o augurio ("voglia tu sposare una brava ragazza!").
Esempi:
- "possa Dio benedirti!" /deʋian obəʈə aːʂiːrʋaːdə kəreːʋa/ (esortazione)
- "possa tu trovare un lavoro!" /obə ʋæɖak haᵐbuʋeːʋa/ (desiderio)
- "voglia Sunil andare in Italia!" /sunil itaːliəʈə ɡijaːʋa/ (desiderio o augurio)

Benché sia usata nella lingua parlata, talvolta questa forma è sostituita dall'imperativo:
- "Dio ti benedica!" /deʋian obəʈə aːʂiːrʋaːdə kərənnə/ (esortazione)

Le forme educate di saluto e augurio si basano sull'ottativo/esortativo:
- "buon giorno! (=possa essere una buona giornata!)" /ʃubə daʋəsak ʋeːʋa/
- "buona notte! (=possa essere una buona notte!)" /ʃubə ratriak ʋeːʋa/
- "buon viaggio! (=possa essere un buon viaggio!)" /ʃubə ɡamənak ʋeːʋa/

#### Condizionale
Questa forma è usata per esprimere una possibilità.
Si ha unendo al tema del presente il suffisso /-ʋi/.
Esempi:
- "Sunil andrebbe al mare" /sunil muhudəʈə jaːʋi/
- "noi lo faremmo" /api kərəʋi/

#### Imperativo
Così come in italiano, si usa solo alla seconda persona (singolare e plurale) per esprimere un comando. Talvolta, l'imperativo sostituisce l'ottativo/esortativo.
Ha la stessa forma dell'infinito, e si forma con il tema del presente più il suffisso /-nnə/.
Esempi:
- "Va' a scuola!" /pasələʈə jannə/
- "Bevi il latte!" /kiri bonnə/
- "Venite qua!" /metənətà ennə/

Solo nella lingua parlata, esiste una variante colloquiale con suffisso /-ɳɖə/. Questa forma non è appropriata in un contesto formale:
- "Va' a scuola!" /pasələʈə jaɳnə/
- "Bevi il latte!" /kiri boɳnə/
- "Venite qua!" /metənata eɳnə/

#### Infinito
È usato solitamente in dipendenza di altri verbi (vedi proposizione subordinata), o in alcune costruzioni con altri verbi.
Ha la stessa forma dell'imperativo, e si forma con il tema del presente più il suffisso /-nnə/. Così come per l'imperativo, solo nella lingua parlata, esiste una variante colloquiale con suffisso /-ɳɖə/. Questa forma non è appropriata in un contesto formale.
Esempi:
- "io comincio a leggere il libro" /mamə potə kiəʋannə paʈan ɡannəʋa/
- "Sunil va a lavorare" /sunil ʋæɖə kərənnə janəʋa/

Si noti che il periodo è di tipo left-branching, cioè solitamente gli elementi sono messi prima della parola che determinano.

### Frasi modali
In singalese è possibile esprimere la modalità di un'azione per mezzo di semi-verbi. In molte lingue, incluso l'italiano, si utilizzano verbi modali o ausiliari come "volere", "potere" o "dovere".

#### Potere / Non potere
Il concetto di "potere/non potere" si comunica con i semi-verbi "posso" පුලුවන් [puluan] e "non posso" බෑ [bæː] (forma letteraria: බැහැ [bæhæ]). La costruzione usata è la seguente:
| soggetto al dativo (+ [ʈə]) | + | oggetto | + | verbo all'infinito | + | පුලුවන් [puluan] / බෑ [bæː] |

Esempi:
- "Sunil va al mare" සුනිල් මුහුදට යනවා [sunil muhudəʈə janəʋa]
- "Sunil può andare al mare" සුනිල්ට මුහුදට යන්න පුලුවන් [sunilʈə muhudəʈə jannə puluan] (letteralmente "a-Sunil al-mare andare può")
- "Sunil non può andare al mare" සුනිල්ට මුහුදට යන්න බෑ [sunilʈə muhudəʈə jannə bæː] (letteralmente "a-Sunil al-mare andare non-può")

Si noti che il soggetto va al dativo.

### Interrogazione
Una frase diventa interrogativa con l'uso del suffisso /-də/, che viene aggiunto solitamente all'ultima parola del periodo.
Se si tratta di una frase nominale, il suffisso enfatico /-ji/ viene sostituito da quello interrogativo:
- "Malkanti è bella" /malkanti lassənai/
- "È Malkanti bella?" /malkanti lassənədə/

Se si tratta di una frase verbale, è unito al verbo:
- tu vai al mare" /obə muhudəʈə janaʋa/
- vai al mare?" /obə muhudəʈə janəʋadə/

Se, invece, si tratta di una frase modale, è unito al semi-verbo che modifica il verbo della frase:
- Anil può leggere il libro" /anilʈə potə kiəʋannə puluan/
- Può Anil leggere il libro?" /anilʈə potə kiəʋannə puluandə/

Quando è presente un pronome interrogativo, il suffisso /-də/ non è usato, perché il pronome già esprime il concetto di interrogazione; in tal caso, però, il verbo è posto sempre alla forma enfatica:
- "Sunil va al mare" /sunil muhudəʈə janəʋa/
- "Quando va al mare Sunil? /sunil muhudəʈə janne kaʋədadə/ (forma enfatica)
- "Perché Sunil va al mare?" /sunil muhudəʈə janne æji/ (forma enfatica)